# Brandon LaFell
Brandon LaFell (Houston, 4 novembre 1986) è un giocatore di football americano statunitense che gioca nel ruolo di wide receiver per i Cincinnati Bengals della National Football League (NFL). Fu scelto nel corso del terzo giro (78º assoluto) del Draft NFL 2010 dai Carolina Panthers. Al college ha giocato a football all'Università della Louisiana.

## Carriera professionistica

### Carolina Panthers

#### Stagione 2010
Considerato uno dei migliori wide receiver disponibili nel Draft 2010, 23 aprile LaFell fu scelto dai Carolina Panthers nel corso del terzo giro, 78º assoluto, del Draft. Nel corso della sua stagione da rookie si ritagliò gradualmente il ruolo di terzo ricevitore della squadra dietro Steve e David Gettis Il suo primo touchdown nella NFL lo segnò nella settimana 8 contro i St. Louis Rams, su un passaggio da 17 yard di Matt Moore.
La sua stagione terminò con 38 ricezioni per 468 yard; la sua ricezioni più lunga fu di 44 yard. Inoltre guadagnò 60 yard su corsa, tutte in una singola giocata nell'ultima gara della stagione contro gli Atlanta Falcons.

#### Stagione 2011
Grazie all'approdo del nuovo quarterback rookie Cam Newton, LaFell e i Panthers continuarono a migliorare nell'annata 2011. Brandon terminò la stagione giocando tutte le 16 partite della stagione regolare, 6 delle quali come titolari, ricevendo 638 yard e 3 touchdown. Nella gara della vigilia di Natale dei Panthers, LaFell ricevette un passaggio da ben 91 yard da Newton, stabilendo il nuovo record di franchigia di Carolina.

#### Stagione 2012
Il 9 settembre, LaFell e i Panthers iniziarono con una sconfitta per 16-10 in casa dei Tampa Bay Buccaneers. Brandon ricevette 3 passaggi per 65 yard e segnò un touchdown su ricezione. Nel turno successivo, Carolina vinse la prima gara stagione per 35 sui New Orleans Saints: Brandon ricevette 6 passaggi per 90 yard.

#### Stagione 2013
Nella settimana 3, LaFell contribuì alla prima vittoria stagionale dei Panthers segnando due touchdown contro i New York Giants. Un altro lo segnò nella vittoria in trasferta della settimana 6 sui Vikings, in cui ricevette 107 yard. La sua stagione, l'ultima coi Panthers, si concluse con 627 yard ricevute e un nuovo primato personale di 5 touchdown.

### New England Patriots
Il 15 marzo 2014, LaFell firmò coi New England Patriots un contratto triennale del valore di 11 milioni di dollari. Il primo touchdown con la nuova maglia lo segnò nel Monday Night Football della settimana 4 contro i Kansas City Chiefs in cui terminò con 119 yard ricevute. Nella settimana 13 contro i Packers segnò due touchdown arrivando a quota 7, un nuovo primato personale stagionale. Il 10 gennaio 2015, nel divisional round dei playoff, segnò il touchdown del sorpasso nella vittoria dei Patriots sui Ravens per 35-31, avanzando alla finale della AFC. Alla fine della stagione 2014, vinse il Super Bowl XLIX, il primo della sua carriera, contro i Seattle Seahawks, in cui realizzò il primo touchdown della partita.

### Cincinnati Bengals
Il 30 marzo 2016, LaFell firmò con i Cincinnati Bengals.

## Palmarès

### Franchigia
- Super Bowl : 1

New England Patriots: XLIX
- American Football Conference Championship: 1

New England Patriots: 2014

## Statistiche
Stagione regolare
| Anno  | Squadra | P  | PT | Ricezioni | Ricezioni | Ricezioni | Ricezioni | Ricezioni | Corse | Corse | Corse | Corse | Corse | Fumble | Fumble |
| Anno  | Squadra | P  | PT | Ric       | Yard      | Media     | Max       | TD        | Ten   | Yard  | Media | Max   | TD    | Fum    | Persi  |
| ----- | ------- | -- | -- | --------- | --------- | --------- | --------- | --------- | ----- | ----- | ----- | ----- | ----- | ------ | ------ |
| 2010  | CAR     | 14 | 2  | 38        | 468       | 12,3      | 44        | 1         | 1     | 60    | 60,0  | 60    | 0     | 0      | 0      |
| 2011  | CAR     | 16 | 6  | 36        | 613       | 17,0      | 91T       | 3         | 0     | 0     | 0     | 0     | 0     | 0      | 0      |
| 2012  | CAR     | 14 | 12 | 44        | 677       | 15.4      | 62        | 4         | 3     | 35    | 11.7  | 25    | 0     | 1      | 0      |
| 2013  | CAR     | 16 | 16 | 49        | 627       | 12.8      | 79T       | 1         | 2     | 15    | 7.5   | 9     | 0     | 1      | 0      |
| Total | Total   | 60 | 36 | 167       | 2,385     | 14.3      | 91        | 13        | 6     | 110   | 18.3  | 60    | 0     | 2      | 0      |